# Павлов Анатолій Володимирович
Павлов Анатолій Володимирович (1919—2008)– видатний вчений у галузі геометричного моделювання поверхонь, д.т.н., завідувач кафедри нарисної геометрії, інженерної та комп'ютерної графіки (1965—1989 рр.), академік АН вищої школи України (1994), заслужений працівник вищої школи України (1972), організатор відомої у світі наукової школи з прикладної геометрії.
Початок життєвого та творчого шляху
Народився Анатолій Павлов 16 червня 1919 року в Києві. Батько — інженер-пілот. Мати — педагог. З 1937 р. навчався в Київському політехнічному інституті за спеціальністю «Верстати, інструменти та механічна обробка металів». Після закінчення навчання у 1941 р. отримав призначення на Київський авіаційний завод, з яким був евакуйований до міста Новосибірськ, де працював старшим технологом штампувально-інструментального цеху авіабудівного заводу ім. В. П. Чкалова. Цей завод виробляв протягом доби понад 25 літаків-винищувачів. Там і сформувалося напрямок його майбутньої наукової діяльності, пов'язаної з літакобудуванням.
Наукова діяльність
Досліджуючи методи прикладної геометрії з метою створення технології побудови геометричних моделей поверхонь складної форми, він отримує наукові результати, які лягли в основу його кандидатської та докторської дисертацій. Дослідження виконували спільно з Київським механічним заводом ім. А. К. Антонова, Київським авіаційним виробничим об'єднанням, Науково-дослідним інститутом авіаційної технології. Внаслідок співпраці на підприємствах галузі були створені системи геометричних розрахунків «Сігма» та «Сігрант». Під керівництвом О. В. Павлова 11 інженерів із двох авіаційних заводів міста Києва успішно закінчили аспірантуру та захистили кандидатські дисертації. Троє стали докторами наук.
У КПІ працював із 1946 року. Подальші його дослідження були спрямовані на розробку нових методів геометричного моделювання на основі комп'ютерних інформаційних технологій та розвиток споріднених напрямів — багатовимірної геометрії та модельно-експериментального конструювання поверхонь робочих органів ґрунтообробних знарядь. За цим напрямком викладачами кафедри було отримано понад 100 авторських свідоцтв на винаходи, 12 патентів (України, НДР, Франції, Китаю, Індії, Угорщини, Болгарії), створено промислові та серійні зразки сільськогосподарського обладнання, відзначені медалями ВДНГ УРСР.
Науково-педагогічні здобутки
Як науковий керівник А. В. Павлов підготував 29 кандидатів наук, у тому числі 7 стали докторами наук. Є автором 164 наукових праць, серед них 3 монографії та 22 авторські свідоцтва на винаходи. Ним було створено курс відеолекцій з нарисної геометрії, яким користуються й сучасні студенти, що логічно вписався у дистанційне навчання. Цей курс і сьогодні допомагає викладачам підвищувати свою кваліфікацію та лекторську майстерність. Продовжує існувати створена ним наукова школа, під керівництвом учнів Анатолія Володимировича дослідження проводять молоді вчені та ін.
Це підтверджують, зокрема, наступні та інші публікації у наукових виданнях світового рівня.
Шанування пам'яті видатного науковця та педагога
Колеги та учні Павлова А. В. не тільки продовжують справу керівника своєї наукової школи прикладної геометрії Національного технічного університету України «Київський політехнічний університет імені Ігоря Сікрського», а й шанують добру пам'ять про нього.